# Merrill McPeak

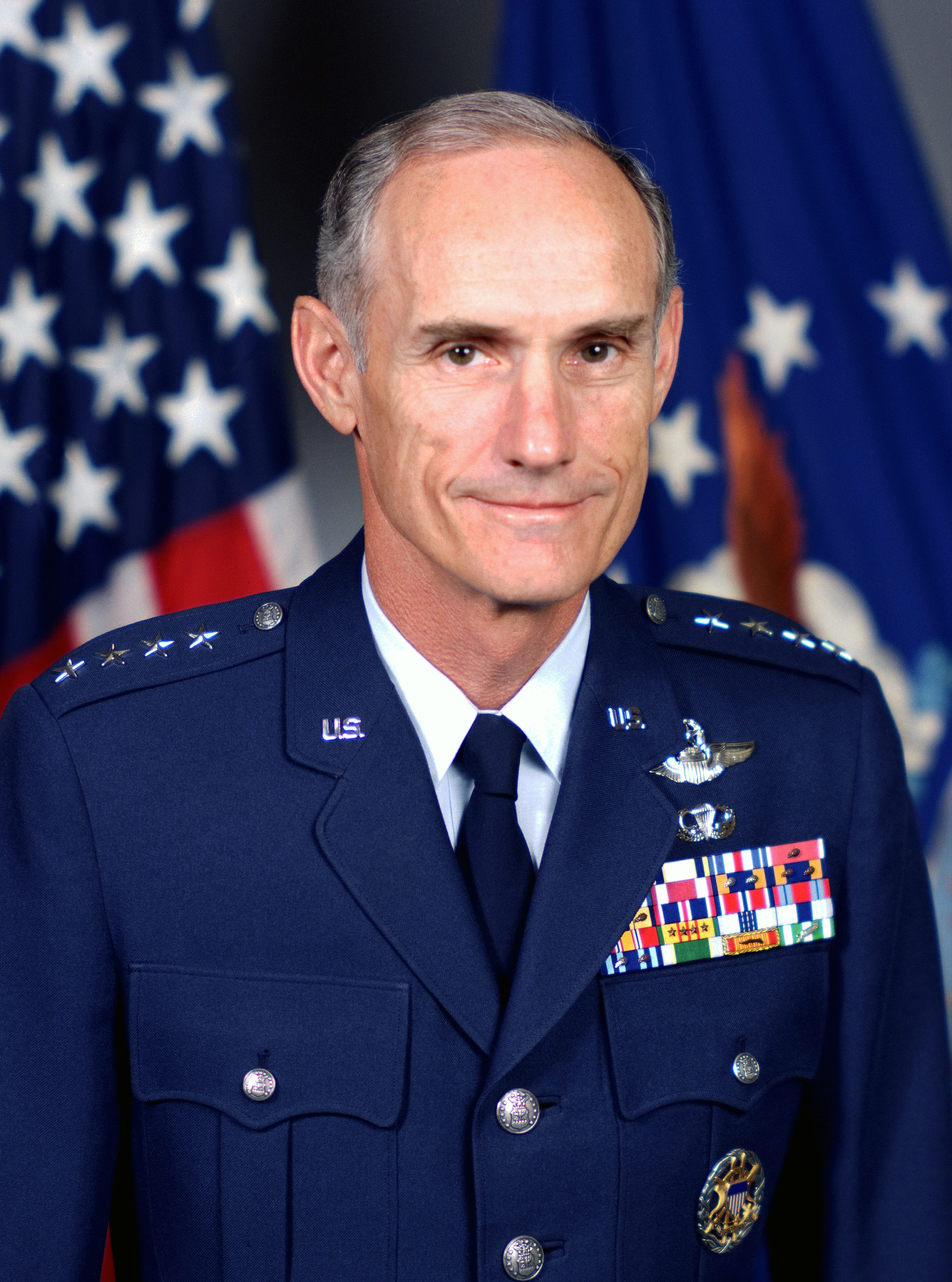
General Merrill McPeak (1990)

Merrill Anthony McPeak (* 9. Januar 1936 in Santa Rosa, Kalifornien) ist ein ehemaliger US-amerikanischer General der US Air Force, der zuletzt Chief of Staff of the Air Force sowie zugleich für kurze Zeit amtierender US Secretary of the Air Force war.

## Leben
Nach dem Besuch der High School von Grants Pass studierte er Wirtschaftswissenschaften am San Diego State College und schloss dieses Studium 1957 mit einem Bachelor of Arts (BA Economics) ab.
Im Anschluss trat er 1957 in die Air Force ein und absolvierte während seiner Militärdienstzeit ein postgraduales Studium im Fach Internationale Beziehungen an der George Washington University, das er 1974 mit einem Master of Arts (MA International Relations) abschloss. Im Laufe seiner Militärzeit stieg er zum General auf und wurde 1987 Kommandeur der Twelfth Air Force auf der Davis-Monthan Air Force Base, ehe er zwischen 1988 und 1990 Oberkommandierender (Commander-in-Chief) der Pacific Air Forces (PACAF) war.
Zuletzt wurde General McPeak am 30. Oktober 1990 Chief of Staff of the Air Force und war als solcher bis zu seinem Eintritt in den Ruhestand am 25. Oktober 1994 ranghöchster Offizier der US Air Force. Zugleich war er vom 14. Juli bis zum 5. August 1993 amtierender Secretary of the Air Force und somit Luftwaffenstaatssekretär unter Präsident Bill Clinton. Am 1. Oktober 1993 erfolgte eine weitere Umbenennung der 1st Special Operations Wing, ausgelöst durch die Direktive von General McPeak, die vorsah, dass zwei aktive Einheiten nicht die gleiche Nummer tragen dürfen. Die USAF beschloss die Umbenennung in 16th Special Operations Wing, da dem „konkurrierenden“ 1st Fighter Wing eine höhere Gewichtung bei der Fortführung seiner Namenstradition zugestanden wurde.
Nach seinem Ausscheiden aus dem Militärdienst wechselte er in die Privatwirtschaft und wurde nicht nur Präsident von McPeak & Associates, sondern war von 1995 bis 2006 Mitglied des Board of Directors von Tektronix. Seit 2005 ist er Mitglied des Board of Directors der Health Sciences Group Inc. Daneben war er zeitweise Mitglied des Board of Directors von ECC International, von Centerspan Communications, Inc. sowie von Trans World Airlines (TWA).
McPeak, der sich auch im Council on Foreign Relations engagierte, war ursprünglich Mitglied der Republikanischen Partei, trat aber zu Beginn des Irakkrieges der Demokratischen Partei bei. Er gehörte auch zu den Unterzeichnern von Global Zero, einer im Dezember 2008 gestarteten Initiative, welche eine vollständige nukleare Abrüstung weltweit zum Ziel hat. Dies soll durch eine schrittweise Verringerung der Nuklearwaffen und eine begleitende Rüstungskontrolle erreicht werden.

## Auszeichnungen
Auswahl der Dekorationen, sortiert in Anlehnung der Order of Precedence of Military Awards:
- Defense Distinguished Service Medal
- Air Force Distinguished Service Medal
- Silver Star
- Legion of Merit (2 ×)
- Distinguished Flying Cross (2 ×)
- Meritorious Service Medal
- Air Medal (14 ×)
- Air Force Commendation Medal (4 ×)
- National Defense Service Medal (3 ×)
- Vietnam Service Medal (5 ×)